# Praises to the War Machine
Praises to the War Machine – debiutancki album studyjny amerykańskiego wokalisty heavymetalowego Warrela Dane'a, znanego z występów w grupie Nevermore. Wydawnictwo ukazało się 28 kwietnia 2008 roku nakładem wytwórni muzycznej Century Media Records. Płyta została nagrana w Wichers Studios i Ominisound Studios w Nashville w stanie Tennessee. Partie perkusji nagrano we Wrightway Studios w Baltimore w stanie Maryland. Mastering odbył się w Sterling Sound w Nowym Jorku. Gościnnie w nagraniach wzięli udział m.in. gitarzyści Jeff Loomis wówczas związany z grupą Nevermore oraz James Murphy znany m.in. z występów w grupie Death.

## Lista utworów
Opracowano na podstawie materiału źródłowego.
1. "When We Pray" (Dane, Wichers) - 03:38
2. "Messenger" ft. Jeff Loomis (Dane, Wichers) - 03:59
3. "Obey" (Dane, Wichers) - 03:14
4. "Lucretia My Reflection" (cover The Sisters of Mercy) (Eldritch) - 04:38
5. "Let You Down" ft. Chris Broderick (Dane, Wichers) - 03:54
6. "August" (Dane, Wichers) - 03:48
7. "Your Chosen Misery" (Dane, Wichers) - 04:10
8. "The Day The Rats Went To War" ft. James Murphy (Dane, Wichers) - 03:37
9. "Brother" (Dane, Wichers) - 03:24
10. "Patterns" (cover Simon & Garfunkel) (Simon) - 04:01
11. "This Old Man" (Dane, Wichers) - 03:43
12. "Equilibrium" (Dane, Wicklund) - 03:53
13. "Everything Is Fading" (Dane, Wichers) - 4:04 (utwór dodatkowy, edycja japońska)
14. "Brother" (wersja demo) (Dane, Wichers) - 3:21 (utwór dodatkowy, edycja japońska)

## Twórcy
Opracowano na podstawie materiału źródłowego.

- Warrel Dane - wokal prowadzący
- Peter Wichers - gitara rytmiczna, gitara prowadząca, gitara basowa (utwory 1, 2, 3, 5, 7, 8, 9, 11)
- Matt Wicklund - gitara rytmiczna, gitara prowadząca, gitara basowa (utwory 4, 6, 10, 12)
- Dirk Verbeuren - perkusja, instrumenty perkusyjne
- Jeff Loomis - gitara prowadząca (utwór 2)
- James Murphy - gitara prowadząca (utwór 8)
- Chris Broderick - gitara prowadząca (utwór 5)
- Peter Wichers - edycja, inżynieria dźwięku, produkcja muzyczna, miksowanie
- Mike McAree - asystent inżyniera dźwięku, edycja
- U.E. Nastasi - mastering
- Mattias Nilsson - miksowanie
- Travis Smith - okładka, oprawa graficzna
- Stephanie Cabral - zdjęcia

## Wydania
| Rok  | Nr katalogowy | Format                     | Wydawca               | Region            | Źródło |
| ---- | ------------- | -------------------------- | --------------------- | ----------------- | ------ |
| 2008 | CM 9977782    | CD, Album                  | Century Media Records | Europa            | [ 3 ]  |
| 2008 | KICP 1303     | CD, Album                  | King Records          | Japonia           | [ 3 ]  |
| 2008 | 9977780       | CD, Album, Ltd, Dig        | Century Media Records | Niemcy            | [ 3 ]  |
| 2008 | 8478-2        | CD, Promo                  | Century Media Records | Stany Zjednoczone | [ 3 ]  |
| 2008 | CM 9977781    | LP, Album, Ltd + CD, Album | Century Media Records | Europa            | [ 3 ]  |